# ディアン・ケヒト
ディアン・ケヒト（Dian Cécht 、古アイルランド語でディーアン・キェーフト）は、ケルト神話に登場する生命と医療、技術の神。ダーナ神族の一柱。娘にエーディン（Étan。エーディン(Étaín)と別人）、アミッドの他 、息子にキアン、ミアハ、ヌアザなどを持つ。キアンとエスリンの息子ルーは孫。『ダ・デルガの館の破壊』の登場人物であるコナハトの戦士マッケーフトはディアン・ケヒトからエウヘメリズムによって作り出された可能性があると考えられている。

## 概要
『アイルランド来寇の書』によれば、ダーナ神族とフィル・ヴォルグの間で開かれた「マグ・トゥレドの最初の戦い」において、ダーナ神族の王ヌアザは片腕を切断される。支配者はその肉体が完全である必要があったため、ヌアザは退位し王位は一度ブレスの物となる。ディアン・ケヒトはヌアザの失われた腕の代わりに指の先まで意思通りに動く銀の義手を作り上げ、これによってヌアザの体は再び完全な物となり王位へと帰り咲いた。
このヌアザの腕の治療のエピソードは、原本によって若干の相違点がある。 R¹のFや、R²、 R³においては、ディアン・ケヒトの息子ミアハがヌアザの切り落とされた腕を繋ぎ直し、褒章としてヌアザから（不要となった）銀の腕を与えられたとする記述が付け加わえられている。これに更に付け加わえられる形で息子の腕前に嫉妬したディアン・ケヒトがミアハを殺害したとする説話もあるが、ミアハの治療への参加やそれに連なるエピソードは後世による潤色である。Lにおいてはミアハの存在自体が否定的に扱われている。
ダーナ神族とフォモールの間で開かれた「マグ・トゥレドの第二の戦い」においても医神としての力を発揮し、負傷者や戦死者を「健やかな泉」へと投げ込み、再生させた。
ディアン・ケヒトへの信仰はアイルランドのキリスト教化の後もいくばくかは残されていたようであり、少なくとも8世紀の時点では彼のまじないはまだ唱えられていた。